# (5225) Loral
(5225) Loral  es un asteroide perteneciente al cinturón de asteroides, descubierto el 12 de octubre de 1983 por Edward Bowell desde el Anderson Mesa.